# Sacellario
Il sacellario (in greco antico: σακελλάριος?) era un ufficiale incaricato di funzioni amministrative e finanziarie ("sakellē" o "sakellion", "tesoro"). Il titolo era utilizzato nell'Impero bizantino con funzioni diverse e rimane in uso nella Chiesa ortodossa d'oriente. 
Il sacellario era un titolo dato, a partire dal VII secolo, al controllore generale delle finanze dello stato, ossia al ministro delle finanze dell'Impero bizantino. Etimologicamente il termine deriva dal latino "sacellus", che era una borsa di monete. 
Dato che anche i monasteri hanno tesori, il titolo si trova anche nella gerarchia della Chiesa ortodossa greca. Negli anni successivi il titolo è stato sostituito da quello di "gran tesoriere" ("megas thysaurophylax"). Tuttavia è rimasto inalterato nella struttura del patriarcato ecumenico di Costantinopoli. 
Nel sinodo di Ferrara e Firenze (1438-1439), che avrebbe dovuto unificare le chiese greco-ortodossa e cattolica, il patriarca ecumenico incluse nel suo entourage il "megas sakellarios" tra gli altri funzionari e vescovi.